# Proctophanes heterodoxus
Proctophanes heterodoxus är en skalbaggsart som beskrevs av Lea 1923. Proctophanes heterodoxus ingår i släktet Proctophanes och familjen Aphodiidae. Inga underarter finns listade i Catalogue of Life.